# Нацагсюренгійн Золбоо
Нацагсюренгійн Золбоо (монг. Нацагсүрэнгийн Золбоо; нар. 14 грудня 1990) — монгольський борець вільного стилю, срібний та чотириразовий бронзовий призер чемпіонатів Азії.

## Життєпис
Боротьбою почав займатися з 2004 року.
Виступає за 73-тю школу, Улан-Батор. Тренер — Давдар Гансух.

## Спортивні результати на міжнародних змаганнях

### Виступи на Чемпіонатах світу
| Змагання                        | Збірна   | Вагова категорія           | Місце |
| ------------------------------- | -------- | -------------------------- | ----- |
| Чемпіонат світу з боротьби 2011 | Монголія | вільна боротьба, до 96 кг  | 16    |
| Чемпіонат світу з боротьби 2017 | Монголія | вільна боротьба, до 125 кг | 5     |
| Чемпіонат світу з боротьби 2018 | Монголія | вільна боротьба, до 125 кг | 12    |

### Виступи на Чемпіонатах Азії
| Змагання                       | Збірна   | Вагова категорія           | Місце  |
| ------------------------------ | -------- | -------------------------- | ------ |
| Чемпіонат Азії з боротьби 2011 | Монголія | вільна боротьба, до 96 кг  | Бронза |
| Чемпіонат Азії з боротьби 2014 | Монголія | вільна боротьба, до 125 кг | Срібло |
| Чемпіонат Азії з боротьби 2016 | Монголія | вільна боротьба, до 125 кг | Бронза |
| Чемпіонат Азії з боротьби 2017 | Монголія | вільна боротьба, до 125 кг | Бронза |
| Чемпіонат Азії з боротьби 2018 | Монголія | вільна боротьба, до 125 кг | Бронза |

### Виступи на Азійських іграх
| Змагання           | Збірна   | Вагова категорія           | Місце |
| ------------------ | -------- | -------------------------- | ----- |
| Азійські ігри 2018 | Монголія | вільна боротьба, до 125 кг | 7     |

### Виступи на Кубках світу
| Змагання                    | Збірна   | Вагова категорія           | Місце |
| --------------------------- | -------- | -------------------------- | ----- |
| Кубок світу з боротьби 2017 | Монголія | вільна боротьба, до 125 кг | 6     |
| Кубок світу з боротьби 2018 | Монголія | команда                    | 6     |

### Виступи на інших змаганнях
| Змагання                                               | Збірна   | Вагова категорія           | Місце  |
| ------------------------------------------------------ | -------- | -------------------------- | ------ |
| Гран-прі «Харі Рам» 2012                               | Монголія | вільна боротьба, до 96 кг  | 5      |
| Турнір Дмитра Коркіна 2012                             | Монголія | вільна боротьба, до 120 кг | 5      |
| Турнір Яшара Догу 2013                                 | Монголія | вільна боротьба, до 120 кг | 8      |
| Турнір Дана Колова — Николи Петрова 2013               | Монголія | вільна боротьба, до 120 кг | Срібло |
| Кубок Президента Бурятської Республіки з боротьби 2014 | Монголія | вільна боротьба, до 125 кг | Бронза |
| Турнір шахтарської слави з боротьби 2014               | Монголія | вільна боротьба, до 125 кг | Срібло |
| Турнір Дмитра Коркіна 2014                             | Монголія | вільна боротьба, до 125 кг | Бронза |
| Кубок Президента Бурятської Республіки з боротьби 2015 | Монголія | вільна боротьба, до 125 кг | Бронза |
| Гран-прі Парижа з боротьби 2016                        | Монголія | вільна боротьба, до 125 кг | 12     |
| Турнір Яшара Догу 2016                                 | Монголія | вільна боротьба, до 125 кг | 13     |
| Відкритий кубок Монголії з боротьби 2016               | Монголія | вільна боротьба, до 125 кг | Срібло |
| Кубок Президента Бурятської Республіки з боротьби 2016 | Монголія | вільна боротьба, до 125 кг | Бронза |
| Кубок мера Пуна з боротьби 2016                        | Монголія | вільна боротьба, до 125 кг | Золото |
| Клубний чемпіонат світу з боротьби 2016                | Монголія | команда                    | 7      |
| Гран-прі «Іван Яригін» 2017                            | Монголія | вільна боротьба, до 125 кг | Бронза |
| Кубок Президента Бурятської Республіки з боротьби 2017 | Монголія | вільна боротьба, до 125 кг | 5      |
| Відкритий кубок Монголії з боротьби 2017               | Монголія | вільна боротьба, до 125 кг | Бронза |
| Міжнародний турнір Дінмухамеда Кунаєва 2017            | Монголія | вільна боротьба, до 125 кг | Срібло |
| Кубок Президента Бурятської Республіки з боротьби 2018 | Монголія | вільна боротьба, до 125 кг | Бронза |
| Турнір Дмитра Коркіна 2018                             | Монголія | вільна боротьба, до 125 кг | Срібло |
| Відкритий кубок Монголії з боротьби 2019               | Монголія | вільна боротьба, до 125 кг | Золото |
| Турнір Алі Алієва 2019                                 | Монголія | вільна боротьба, до 125 кг | 5      |
| Гран-прі «Іван Яригін» 2018                            | Монголія | вільна боротьба, до 125 кг | Бронза |
| Відкритий кубок Монголії з боротьби 2018               | Монголія | вільна боротьба, до 125 кг | Срібло |
| Турнір міста Сассарі з боротьби 2019                   | Монголія | вільна боротьба, до 125 кг | 7      |
| Гран-прі «Іван Яригін» 2020                            | Монголія | вільна боротьба, до 125 кг | 16     |